# Liste der Monuments historiques in Arc-en-Barrois
Die Liste der Monuments historiques in Arc-en-Barrois führt die Monuments historiques in der französischen Gemeinde Arc-en-Barrois auf.

## Liste der Immobilien
| Bezeichnung              | Beschreibung                                                                                    | Standort                    | Kennzeichnung | Schutzstatus | Datum | Bild           |
| ------------------------ | ----------------------------------------------------------------------------------------------- | --------------------------- | ------------- | ------------ | ----- | -------------- |
| Wohnhaus                 | aus dem 16. Jahrhundert                                                                         | 4 rue Aurélie-Picard (Lage) | PA00078941    | Inscrit      | 1925  |                |
| Kirche St-Martin         | aus dem 13. Jahrhundert                                                                         | Place Moreau (Lage)         | PA00078939    | Inscrit      | 1928  | weitere Bilder |
| Château d’Arc-en-Barrois | Mitte des 17. Jahrhunderts erbaut, 1845 umgestaltet; Ausstattung des Salons und des Speisesaals | 16 Place Moreau (Lage)      | PA52000035    | Inscrit      | 2015  | weitere Bilder |

## Liste der Objekte
| Bezeichnung                            | Beschreibung                                                               | Standort                                         | Kennzeichnung | Schutzstatus | Datum | Bild           |
| -------------------------------------- | -------------------------------------------------------------------------- | ------------------------------------------------ | ------------- | ------------ | ----- | -------------- |
| Dampfmaschine                          | 1896 bei Orly et Grandemange in Paris gebaut                               | südlich des Ortes, im Sägewerk La Forge (Lage)   | PM52000027    | Classé       | 1977  |                |
| Hauptaltar                             | Altartisch, Altartsstufen und Tabernakel; Golz, vergoldet, 18. Jahrhundert | in der Kirche St-Martin (Lage)                   | PM52000026    | Classé       | 1973  |                |
| Skulptur Salvator mundi                | aus dem 17. Jahrhundert                                                    | in der Kirche St-Martin (Lage)                   | PM52001938    | Inscrit      | 2019  |                |
| Skulptur Madonna mit Kind              | aus dem 17. Jahrhundert                                                    | in der Kirche St-Martin (Lage)                   | PM52001939    | Inscrit      | 2019  |                |
| Gemälde Bombardierung von Mogador      | Ölfarbe auf Leinwand, 1845 von Jean-Baptiste Henri Durand-Brager           | im Château d’Arc-en-Barrois (Lage)               | PM52001943    | Inscrit      | 2019  |                |
| Heilig-Grab-Gruppe                     | Stein, um 1673                                                             | in der Kirche St-Martin (Lage)                   | PM52000025    | Classé       | 1902  | weitere Bilder |
| Skulptur Maria Magdalena               | aus dem 17. Jahrhundert                                                    | in der Kapelle Notre-Dame-de-Pitié (Lage)        | PM52001935    | Inscrit      | 2019  |                |
| Taufbecken                             | aus dem 17. Jahrhundert                                                    | in der Kirche St-Martin (Lage)                   | PM52001937    | Inscrit      | 2019  |                |
| Pietà                                  | aus dem 15. Jahrhundert                                                    | in der Kapelle Notre-Dame-de-Pitié (Lage)        | PM52001934    | Inscrit      | 2019  |                |
| Kreuzweg                               | Gusseisen, 1855 von Laurent-Séverin Grandfils                              | in der Kirche St-Martin (Lage)                   | PM52001936    | Inscrit      | 2019  |                |
| Gemälde Heiliger Franziskus von Asissi | aus dem 18. Jahrhundert                                                    | Montrot, in der Kirche St-Pierre-ès-Liens (Lage) | PM52001941    | Inscrit      | 2019  |                |
| Gemälde Beweinung Christi              | am Hauptaltar; Ölfarbe auf Leinwand, 17. Jahrhundert                       | in der Kirche St-Martin (Lage)                   | PM52001940    | Inscrit      | 2019  |                |
| Gemälde Bombardierung von Tanger       | Ölfarbe auf Leinwand, 1845 von Antoine Léon Morel-Fatio                    | im Château d’Arc-en-Barrois (Lage)               | PM52001942    | Inscrit      | 2019  |                |